# Салский край
Са́лский край (латыш. Salas novads) — бывшая административно-территориальная единица на юго-востоке Латвии, в историко-культурной области Селия. Край состоял из двух волостей, центром края являлось село Сала.
Край был образован 1 июля 2009 года из части расформированного Екабпилсского района. Площадь края составляла 317,12 км².
В 2021 году в результате новой административно-территориальной реформы Салский край был упразднён, а его территория вошла в состав Екабпилсского края..

## Население
На 1 января 2010 года население края составляло 4297 человек. 
Национальный состав населения края по итогам переписи населения Латвии 2011 года:
| Национальность | Численность, чел. (2011) | %        |
| -------------- | ------------------------ | -------- |
| Латыши         | 3088                     | 81,35 %  |
| Русские        | 439                      | 11,56 %  |
| Белорусы       | 111                      | 2,92 %   |
| Украинцы       | 20                       | 0,53 %   |
| Поляки         | 64                       | 1,69 %   |
| Литовцы        | 39                       | 1,03 %   |
| Другие         | 35                       | 0,92 %   |
| всего          | 3796                     | 100,00 % |

## Территориальное деление
- Салская волость (латыш. Salas pagasts)
- Селпилсская волость (латыш. Sēlpils pagasts)